# Дюртюлі (Шаранський район)
Дюртюлі́ (рос. Дюртюли, башк. Дүртөйлө) — село у складі Шаранського району Башкортостану, Росія. Адміністративний центр Дютюлинської сільської ради.
Населення — 582 особи (2010; 566 у 2002).
Національний склад:
- чуваші — 73 %